# حصار آمرلي
حصار آمرلي هو حصار نفذه تنظيم داعش على مدينة آمرلي التي يسكنها تركمان شيعة. بدأ الحصار على المدينة عقب سقوط الموصل وانسحاب الجيش العراقي من العديد من المدن في تموز 2014. سيطر مسلحو داعش على كل القرى السنية التي تحيط بآمرلي وبالتالي عُزلت المدينة عن باقي المدن التي بقيت تحت سيطرة الدولة العراقية. قام تنظيم داعش خلال فترة الحصار بقطع الماء ومنع دخول الغذاء والدواء للمدينة طيلة 80 يوم. وكان يشن هجوم يومي من كل الجهات محاولًا اقتحام المدينة الا ان سكان المدينة نظموا انفسهم بخطوط دفاعية لم يستطع مسلحو التنظيم اختراقها.
حيث استخدمة التنظيم 5 دبابات و 6 همرات و 3 مدرعات برادلي و 300 مقاتل من داعش في أول هجوم له وبلغ خسائر داعش أكثر من 800 مسلح[محل شك]، في 31 من آب أعلن الجيش العراقي فك الحصار عن المدينة وهزيمة تنظيم داعش في المنطقة.